# RecordTV
RecordTV és una cadena de televisió comercial brasilera de transmissió gratuïta creada el 27 de setembre de 1953 com a TV Record per l'empresari i personalitat mediàtica Paulo Machado de Carvalho. La seva creació pertany a la inauguració de la televisió al Brasil, quan Paulo Machado de Carvalho es va interessar per aquest mitjà i va voler ampliar el seu conglomerat (que incloïa diverses emissores de ràdio) a la televisió, que era la gran notícia a principis dels anys cinquanta. Paulo va presentar llavors una sol·licitud per operar una estació de televisió a São Paulo, que li va ser concedida el novembre de 1950, poc després que la pionera TV Tupi sortís en antena.
Inaugurat finalment el 1953 al canal 7 de São Paulo, Record va créixer ràpidament en popularitat, especialitzant-se en la producció de programes musicals, convertint-se en el líder de l'audiència dels anys seixanta amb festivals de música històrica i el Jovem Guarda. A mitjan dècada de 1970, la meitat del canal es va vendre a l'empresari i presentador de televisió Silvio Santos, mentre que l'emissora retrocedia econòmicament i arribava a la pre-fallida a finals dels vuitanta.
La formació de la xarxa nacional va començar a principis dels anys noranta, després que l'estació fos adquirida el 1989 per Edir Macedo, fundador i líder de l'Església Universal del Regne de Déu, i rebatejat com a Rede Record. Des de llavors, el canal va començar una important inversió i una fase de reconstrucció que va culminar el 2007, consolidant-se com la segona xarxa de televisió més gran del Brasil en audiència i facturació fins al 2015, quan SBT va superar-la. La posició va començar a jugar-se de manera més intensa amb el SBT a partir del 2012, amb la disputació dels dècims punts i la tornada al rànquing Ibope. El 2016, quan va tornar a canviar el nom de RecordTV, era la tercera cadena de televisió comercial més gran del Brasil i la 28a més gran del rànquing mundial del 2012. Record és també l'estació de televisió més antiga del Brasil.
Els seus estudis es troben al districte de Barra Funda, a São Paulo i s'anomenen Teatro Dermeval Gonçalves. L'estació també té un complex situat al barri de Vargem Grande, a la zona oest de Rio de Janeiro, conegut com a RecNov.